# 馬利斯科耶湖
57°44′53″N 27°50′27″E / 57.74806°N 27.84083°E
馬利斯科耶湖（俄语：Мальское），是俄羅斯的湖泊，位於該國西北部，由普斯科夫州負責管轄，處於佩喬雷區，面積0.6平方公里，集水區面積10.03平方公里，平均水深6.5米，最大水深11米。